# Victoria Francés
Victoria Francés (ur. 25 października 1982, Walencja) – hiszpańska ilustratorka.

## Życiorys
Urodziła się w Walencji, ale pierwsze 14 lat swojego życia spędziła w Galicji. Jest absolwentką Królewskiej Akademii Sztuk Pięknych San Carlos w Walencji.
Styl jej prac jest bardzo gotycki. W jej twórczości najczęściej spotykane są upiorne kobiety w długich sukniach. Sama twierdzi, że inspirują ją pisarze tacy jak Edgar Allan Poe, Anne Rice, H.P. Lovecraft, Bram Stoker, Goethe, Oscar Wilde, Victor Hugo, Charles Baudelaire czy Stephen King oraz artyści Brian Froud, Alan Lee, Joseph Vargo, David Delamare, Natalia Pierandrei, Fernando Fernández, Segrelles i Pepe González, a także muzyka zespołu Dark Sanctuary.
Wydano kilka albumów z jej pracami, wiele plakatów, a także kalendarze na rok 2006 i 2007.
Pierwszy album Favole wydała 23 kwietnia 2003, mając 21 lat. Nie okazał się zbyt wielkim sukcesem, a Francés wróciła do Akademii, by kontynuować studia. Jej pierwsze publiczne wystąpienie miało miejsce 8 marca 2004, podczas XXII Salón del Manga de Barcelona.

## Albumy
- Favole 1. Lágrimas de piedra (Stone tears)
- Favole 2. Libérame (Free Me)
- Angel Wings
- Favole 3. Gélida Luz (Frozen Light)
- El Corazon De Arlene
- Misty Circus: 1. Sasha, el pequeño Pierrot
- Misty Circus: 2. La Noche de las Brujas
- El Lamento del Océano